# Davao
Pour les articles homonymes, voir Davao (homonymie).
Davao (en cebuano : Dakbayan sa Dabaw ; en anglais : Davao City) est l'une des principales villes des Philippines, capitale de la région de Davao (Région XI), et capitale de facto de l'île de Mindanao. C'est aussi la plus grande ville des Philippines par sa superficie (2 443,61 km2) ; en 2011, Davao-City comprend une population estimée à 1 530 365 habitants, faisant ainsi d'elle- même la quatrième ville des Philippines, après Quezon City, Manille et Caloocan. La population de Davao en 2019 serait de 1 796 574 habitants. Les environs de Davao-City comprennent également le mont Apo, le point culminant des Philippines qui culmine à 2 954 mètres.

## Géographie

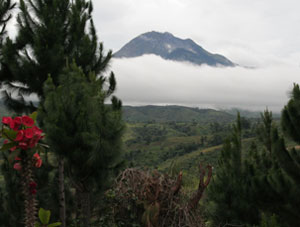
Le mont Apo surplombe Davao.

Environ 50 % de la superficie de la ville sont constitués de marécages et de forêts. L'agriculture constitue le secteur économique dominant de Davao. La ville abrite d'immenses plantations de bananes, de café et d'ananas. Environ 10 % de la superficie de la ville sont consacrés aux fonctions administratives, résidentielles et commerciales, tandis que 15 % le sont à la construction de nouvelles installations. L'agriculture (autre que les plantations) occupe 67 % du territoire de la ville. Les 18 % restants sont préservés.
Les saisons à Davao ne sont pas très prononcées. Les températures oscillent entre 20 et 32 °C. Les précipitations annuelles sont d'environ 2 000 mm.
| Mois                     | jan. | fév. | mars | avril | mai  | juin | jui. | août | sep. | oct. | nov. | déc. | année |
| ------------------------ | ---- | ---- | ---- | ----- | ---- | ---- | ---- | ---- | ---- | ---- | ---- | ---- | ----- |
| Température moyenne (°C) | 26,2 | 26,4 | 27,1 | 27,7  | 27,6 | 27,1 | 26,9 | 27   | 27,1 | 27,2 | 27,2 | 26,8 | 27    |
| Précipitations (mm)      | 116  | 109  | 89   | 157   | 224  | 190  | 181  | 177  | 192  | 170  | 153  | 120  | 1 878 |

## Histoire
Davao a été fondée en 1848.
Le 3 mai 1945, la ville est occupée par la 24e division d'infanterie américaine.

## Politique et administration
| Période                                  | Période  | Identité           | Étiquette | Qualité |
| ---------------------------------------- | -------- | ------------------ | --------- | ------- |
| Les données manquantes sont à compléter. |          |                    |           |         |
| 1988                                     | 1998     | Rodrigo Duterte    |           |         |
| 1998                                     | 2001     | Benjamin de Guzman |           |         |
| 2001                                     | 2010     | Rodrigo Duterte    | PDP-Laban |         |
| 2010                                     | 2013     | Sara Duterte       | Hugpong   |         |
| 2013                                     | 2016     | Rodrigo Duterte    |           |         |
| 2016                                     | En cours | Sara Duterte       | Hugpong   |         |

## Éducation
Davao abrite plusieurs universités prestigieuses des Philippines :
- Université de Mindanao
- Université Ateneo de Davao
- Université de l'Immaculée Conception
- Collège San Pedro
- Collège Brokenshire
- Université des Philippines - Mindanao

## Transports
Davao est desservie depuis les années 1940 par l'aéroport international Francisco Bangoy.

## Jumelages
- Chilung (Taïwan)
- Koror (Palaos)
- Manado (Indonésie)
- Pekanbaru (Indonésie)
- Manille (Philippines)
- Bayugan (Philippines)
- Butuan (Philippines)
- Nanning (Chine)
- Tacoma (États-Unis)
- San Juan (Philippines)
- Marikina (Philippines)
- Vladivostok (Russie)

## Personnalités
- Baser Amer (1992-), joueur de basket-ball professionnel, né à Davao.